# حوش النبي
حوش النبي هي إحدى القرى اللبنانية من قرى قضاء بعلبك في محافظة بعلبك الهرمل.